# Abrucena
Abrucena – gmina w Hiszpanii, w prowincji Almería, w Andaluzji, o powierzchni 83,68 km². W 2011 roku gmina liczyła 1360 mieszkańców.